# Chartreuse de Pomier
La chartreuse Notre-Dame de Pomier, plus communément appelée chartreuse de Pomier (latin Cartusia Pomerii), est un ancien monastère de l'ordre des chartreux, dans le Genevois à Présilly, correspondant au département de la Haute-Savoie, en région Auvergne-Rhône-Alpes.
Fondé dans la seconde moitié du XIIe siècle, par le comte de Genève Amédée Ier, le monastère est considéré avec celui de Sainte-Catherine du Mont, près d'Annecy, comme une nécropole de la maison de Genève. Le bâtiment principal encore en état a été transformé successivement en exploitation agricole, en hôtellerie puis, depuis l'an 2000, en espace de réception.

## Nom
Le nom de la chartreuse est Pomier, du latin Pomerium, Henry Suteur précise « probablement par attraction paronymique avec le latin pomerium ». Le mot latin pomerium ne désigne pas à proprement parler une enceinte mais « un espace libre d'édifices et qu'on laissait, après l'avoir consacré par les cérémonies augurules, entre le rempart et les maisons de la ville », ou encore pro murus, traduit par « en dehors des murs ».
La chartreuse est mentionnée en latin sous la forme de Cartusia Pomerii, voire parfois Cartusia Pomarii. On trouve les formes suivantes Pomerium, Pomarium ou encore Pomeries au XIIIe siècle, notamment dans le Régeste genevois (1866). L'historien Pierre Duparc, dans son ouvrage Le comté de Genève, (IXe – XVe siècles) (1955), l'écrit sous la forme Pommier. Cet usage provient de l'évolution du nom de la chartreuse notamment la forme Pomarium, du latin pomarium, désignant un lieu où se trouve sans doute un verger voire une pommeraie.

## Géographie
La chartreuse de Pomier est édifiée sur le territoire de la paroisse de Présilly (Présiliacus, Pesylii), aujourd'hui une commune du département de la Haute-Savoie. Elle était située dans le décanat de Vuillonnex du diocèse de Genève, correspondant aujourd'hui à la paroisse Saints-Pierre-et-Paul en Genevois dans le diocèse d'Annecy.
Le monastère est installé sur le versant occidental du mont Salève, à quatre lieues au sud de la ville de Genève et à deux lieues à l'Est du Rhône. Il se situe à proximité des axes de communication importants pour le comté de Genève, dont la route reliant Annecy à Genève, via Saint-Julien-en-Genevois et arrivant du col du Mont Sion, et connectée à celle plus importante entre Genève et Seyssel, qui permettait de poursuivre sur la vallée du Rhône.

## Histoire

### Acte de fondation
Selon un document du XVIIe siècle conservés aux archives de la Grande Chartreuse, le monastère de Pomier aurait été édifié vers 1170 ou peut être avant, sous le règne du pape Alexandre III. La chartreuse se serait établie sous le règne du comte de Genève, Amédée Ier, qui l'aurait ainsi dotée,. Son fils, le comte Guillaume Ier, et son petit-fils, Humbert, auraient à leur tour augmenté les donations,, en raison du soutien des chartreux dans ses actions, notamment sa lutte contre un vassal belliqueux en 1179,,. Ainsi le comte de Genève offre « tous les droits qu'ils possède ou que d'autres tiennent de lui dans les limites de ladite chartreuse ». L'acte est réalisé en présence de Robert de La Tour du Pin, archevêque de Vienne, l'évêque de Genève Ardutius de Faucigny, ainsi que le seigneur Pierre de Ternier,.
Cette dernière donation est parfois aussi considérée comme l'acte de fondation du monastère selon le Régeste genevois (1866), qui reprend l'analyse des historiens plus anciens que sont le généalogiste Samuel Guichenon (1607-1664) ou encore l'abbé Joseph-Antoine Besson (1717-17..?). Un acte du comte Guillaume II de 1252 présente son père comme le « fondateur de la maison de Pomier »,. Le pape Alexandre III confirme les droits obtenus par les évêques de Genève Ardutius de Faucigny, puis Nantelme ainsi que du comte de Genève. Le chanoine savoyard Jean-Louis Grillet (1756-1812), puis la plupart des autres historiens se retrouvent pour affirmer que l'acte de Guillaume de Genève reste une augmentation de la donation faite à la chartreuse.
L'évêque Ardutius donne également à la chartreuse l'église de Présilly et les droits attachés. La donation fut, par la suite contestée, par le doyen de Vullionnex, auquel appartenait l'église et surtout ses droits.
L'établissement semble être placé dès son origine sous les auspices de Notre Dame. Un sceau de la chartreuse du XIIIe siècle représente la gravure d'une « Vierge couronnée et assise, tenant l'Enfant Jésus sur ses genoux », accompagnée d'une légende permettant d'attribuer le nom à la mère de Jésus.

### Une seigneurie monastique
Dans la confirmation de 1206 de donation d'Ardutius aux chartreux, l'évêque de Genève Nantelme réaffirme que l'église de Présilly est leur possession. Ils possèdent également des bois et des prairies sur le mont Salève, situés sur la seigneurie de Beaumont, tenue par la famille de Menthon.
La protection du monastère est donnée par le comte de Genève Guillaume II à la famille de Viry. En 1252, le comte signe un document, avec l'ensemble de sa famille, où il confirme les donations faites par son père Guillaume Ier en 1179,,,. Il profite de cet acte pour les renouveler et les déclarer perpétuels. Les chartreux obtiennent également un droit de pâturage dans l'ensemble du « comté de Genève »,.
Un conflit oppose les chartreux aux habitants du village de l'Eluiset de 1259 à 1386,. Le seigneur de l'Eluiset, Guillaume de Viry, propose un pacte qui ne sera que provisoire à propos de l'usage de bois et de la grange de Thouvay situé sur le sommet du même mont Sion,.
À la fin du XIVe siècle, le dernier membre de la famille de Genève, Robert, disparaît et le comté passe à la famille de Thoire et Villars, avant d'être vendu à la maison de Savoie en 1402,. Le comté de Genève disparaît. Les comtes de Savoie ne modifient pas la politique appliquée au monastère en confirmant les différents droits. Les moines bénéficient cependant de droits de passage et d'exemption de péages.

À partir du début des années 1430, le comte de Savoie redonne une forme d'autonomie à l'ancien comté de Genève en l'érigeant en apanage le nouveau « comté du Genevois » pour son fils cadet,. Cette création aura des « conséquences les plus heureuses pour la chartreuse » au siècle suivant, en la préservant des turpitudes liées à la Réforme.
Située au-dessus de la route reliant Genève à Annecy, via Cruseilles par le col du Mont Sion, « pénible à franchir dans la mauvaise saison avec ses 850 mètres d'altitude », la chartreuse est une halte pour les voyageurs, mettant à disposition un gîte et sa chapelle.

### La chartreuse face à la Réforme
Au XVIe siècle, la cité de Genève, passée au protestantisme, se sent menacée par les comtes de Savoie. Berne intervient pour aider la cité de Calvin. Le haut-genevois, tout comme le Chablais voisin, est occupé entre 1536 et 1557 et les lieux de cultes sont ravagés. La chartreuse de Pomier est épargnée puisqu'elle se situe non sur les terres du duché de Savoie, mais au sein de l'apanage appartenant aux Genevois-Nemours, qui ne participent pas au conflit. Les moines poursuivent leurs activités, moyennant une taxe aux protestants. À la Contre-Réforme, une maison conventuelle est réaménagée et accueille désormais une dizaine de chartreux avec leur personnel.
Face à la politique du duc de Savoie, les Genevois envahissent la partie nord du duché en 1588. Les moines se réfugient dans la chartreuse du Reposoir. Ils ne reviennent dans leur couvent qu'en 1592.

### Fin du monastère et occupation des bâtiments
En novembre 1792, le duché de Savoie est occupé puis annexé par les troupes révolutionnaires françaises. Les possessions des chartreux sont vendues comme biens nationaux. Sur ordre du conseil général du département du Mont-Blanc, les terriers et les divers documents en lien avec les droits féodaux de la chartreuse sont brûlés le 29 juin 1793.
Les cloches sont transportées à Carouge, dont l'une est installée en l'église Sainte-Croix.
Tour à tour, les bâtiments accueillent une manufacture d'indiennes, puis de faïences et enfin une brasserie,.
À partir de 1831, la famille de Viry transforme les lieux en ferme,. L'ensemble passe à Mme de Drée, issue de la famille de Viry. En 1894, la famille Girod, originaire de Beaumont, entrepreneur dans la fromagerie, acquiert le lieu auprès du baron de Drée,. À cette époque, la maison conventuelle et l'église ont disparu. Jérémie Girod aménage le bâtiment principal en hôtel-restaurant,, l'« hôtel pension de l'Abbaye de Pomier », avec une quarantaine de chambres. Ce dernier ferme ses portes en 1991.
Claude Girod, petit-fils de Jérémie Girod, mandate l'architecte Kevin Gaughran, pour réaménager et transformer les bâtiments au début des années 2000. Le site accueille désormais des séminaires ou des événements festifs.

## Les prieurs de Pomier
La chartreuse est soumise à l'autorité d'un prieur. La liste des prieurs de la fondation au XVIe siècle a été publiée par le chanoine Marie Rannaud. Elle est extraite d'une Chronique de Dom Le Couteulx, qui reprend le catalogue réalisé par Dom Claude Marc de Requeleine, prieur de Pomier de 1600 à 1607.
1792 : Invasion de la Savoie par les troupes révolutionnaires (« Histoire de la Savoie de 1792 à 1815 »).

## Description de la chartreuse et ses possessions

### Le monastère
La maison conventuelle, aménagée au XVIe siècle, et l'église ont disparu pendant le XIXe siècle. Il ne semble rester, de l'ancienne chartreuse, que quelques éléments dont une porte, des éléments du cloître, le logement du procureur et l'hostellerie,. Certains éléments peuvent remonter aux XIIe et XIIIe siècles, tandis que les éléments du cloître et l'hostellerie datent du XVIIe siècle.
Le chanoine Marie Rannaud, auteur de l'ouvrage La Chartreuse de Pomier, publié en 1909, propose un plan des anciens bâtiments.
L'église, selon le chartiste Jean-Pierre Aniel, était un édifice d'une longueur de 28 m sur 10 m de large et devait mesurer 16 m en hauteur.

### Terres et biens du monastère
Les possessions au XVIe siècle sont principalement concentrées autour de la chartreuse, dans la partie nord du comté de Genève.
Autour du monastère, dans la paroisse de Présilly, outre l'église, les moines possèdent le mas de Pomier, le domaine de Micairne, la grange des Bois, la propriété de Thouvex, qui s'étend également sur les paroisses de Vers, Viry et Andilly. Ils ont des fermes ou des grangeries à Bel-Air, sur les paroisses de Présilly et Feigères, au Sappey et à Cruseilles, ainsi que dans le pays de Vaud. Une grangerie est une exploitation agricole laissée à un granger (métayer), qui partage le produit des champs avec les chartreux. André Folliet fait une présentation détaillée de certains d'entre-eux.
Le domaine de la Celle, dans les paroisses de Feigères et Neydens, possède notamment des vignes.
Les chartreux possèdent des granges situées sur les hauteurs du Mont Sion ou du Salève, dont des bois et des prés au lieu-dit Petit Pomier.
Pour les biens, les chartreux ont des maisons au domaine de la Celle ou dans la ville de Genève ou ses alentours. Les moines disposent de moulins situés à Présilly, Feigères, Cutafort (Coustafort) et dans la ville de Genève ou à proximité.
La plupart de ces terres ou ces biens étaient loués — mis en « amodiation » ou en albergement — « soit à des fermiers, soit à des grangers, soit encore à des métayers, selon la formule des contrats ».

## La chartreuse de nos jours
Depuis 2000, les bâtiments de la chartreuse accueillent une entreprise appelée « Chartreuse de Pomier », dirigée par Claude Girod.

### Régeste genevois(1866)
(section « Bibliographie »)
1. 1 2 3 4  Acte de l'année 1179 (REG 0/0/1/415).
2. 1 2 3 4  Acte de l'année 1252 (REG 0/0/1/846).
3. 1 2  Transaction passée entre la chartreuse de Pomier et Guillaume de Viry en octobre 1259 (REG 0/0/1/916).

### Autres références
1. 1 2 3 4  Henry Suter, « Pomier », sur le site d'Henry Suter, « Noms de lieux de Suisse romande, Savoie et environs » - henrysuter.ch, 2000-2009 (mis à jour le 18 décembre 2009) (consulté le 26 juin 2016).
2. ↑  Comte de Clarac, Manuel de l'Histoire de l'Art chez les Anciens. Description des musées de sculpture antique et moderne du Louvre, Renouard, 1847, p. 349 (Lire en ligne).
3. ↑  (en) Nicholas J. Santoro, Mary In Our Life : Atlas of the Names and Titles of Mary, The Mother of Jesus, and Their Place in Marian Devotion, iUniverse, 2011, 772 p. (ISBN 978-1-4620-4022-3, lire en ligne), p. 235.
4. ↑  La Chartreuse de Pomier 1909, p. 16.
5. 1 2  Sur le versant du Salève 1980, p. 3 (Lire en ligne).
6. 1 2 3 4 5 6 7 8  Sur le versant du Salève 1980, p. 4 (Lire en ligne).
7. 1 2  Duparc 1978, p. 523 (Lire en ligne).
8. 1 2 3 4 5 6 7 8 9 10 11 12 13 14 15 16  Nouvelle encyclopédie de la Haute-Savoie 2007, p. 161.
9. 1 2 3  Les maisons de chartreux 1983, p. 100.
10. ↑  Duparc 1978, p. 487 (Lire en ligne).
11. ↑  Louis Blondel, Châteaux de l'ancien diocèse de Genève, Société d'histoire et d'archéologie de Genève, 1956, 486 p., p. 101.
12. ↑  Duparc 1978, p. 133 (Lire en ligne).
13. ↑  Sur le versant du Salève 1980, p. 12 (Lire en ligne).
14. ↑  Sur le versant du Salève 1980, p. 5 (Lire en ligne).
15. 1 2  Sur le versant du Salève 1980, p. 6 (Lire en ligne).
16. 1 2 3  Sur le versant du Salève 1980, p. 9-10 (Lire en ligne).
17. 1 2 3 4  Sur le versant du Salève 1980, p. 10-11 (Lire en ligne).
18. ↑  Duparc 1978, p. 184 (Lire en ligne).
19. 1 2  Sur le versant du Salève 1980, p. 14-15 (Lire en ligne).
20. 1 2  Paul Guichonnet, « Genève (de) » dans le Dictionnaire historique de la Suisse en ligne, version du 11 février 2010.
21. ↑  Bernard Demotz, Le comté de Savoie du XIe au XVe siècle : Pouvoir, château et État au Moyen Âge, Genève, Slatkine, 2000, 496 p. (ISBN 2-05-101676-3), p. 58.
22. 1 2 3 4  Sur le versant du Salève 1980, p. 33-34 (Lire en ligne).
23. ↑  Alfred Dufour, Histoire de Genève, Paris, Presses universitaires de France, coll. « Que sais-je ? », 2014, 128 p. (lire en ligne), p. 60
24. 1 2 3 4 5 6 7  Johana Sechaud, « Présilly : la chartreuse de Pomier, un ancien site de prière », Le Messager,‎ 18 novembre 2015 (lire en ligne), un article inspiré de « C'était hier - La chartreuse de Pomier », Le Canard des aînés, no 3,‎ septembre , octobre, novembre, décembre 2008, p. 15-16 (lire en ligne).
25. ↑  Sur le versant du Salève 1980, p. II (Lire en ligne).
26. 1 2 3 4  Les maisons de chartreux 1983, p. 101.
27. 1 2 3  La Chartreuse de Pomier 1909, p. 313.
28. 1 2 3 4 5 6  La Chartreuse de Pomier 1909, p. 37.
29. 1 2 3 4 5 6  Sur le versant du Salève 1980, p. 8 (Lire en ligne).
30. ↑  Sur le versant du Salève 1980, p. 17 (Lire en ligne).
31. 1 2 3 4 5 6 7  Sur le versant du Salève 1980, p. 18 (Lire en ligne).
32. 1 2  La Chartreuse de Pomier 1909, p. 42.
33. ↑  La Chartreuse de Pomier 1909, p. 44.
34. ↑  La Chartreuse de Pomier 1909, p. 45.
35. ↑  La Chartreuse de Pomier 1909, p. 49.
36. ↑  La Chartreuse de Pomier 1909, p. 52.
37. ↑  La Chartreuse de Pomier 1909, p. 54.
38. 1 2 3 4 5  Sur le versant du Salève 1980, p. 19 (Lire en ligne).
39. ↑  La Chartreuse de Pomier 1909, p. 55.
40. 1 2  La Chartreuse de Pomier 1909, p. 60.
41. 1 2 3  La Chartreuse de Pomier 1909, p. 62.
42. 1 2 3  Sur le versant du Salève 1980, p. 34 (Lire en ligne).
43. 1 2  La Chartreuse de Pomier 1909, p. 63.
44. 1 2 3 4 5 6 7 8 9 10 11 12 13 14  Sur le versant du Salève 1980, p. 35 (Lire en ligne).
45. 1 2  La Chartreuse de Pomier 1909, p. 66.
46. 1 2 3  La Chartreuse de Pomier 1909, p. 67.
47. ↑  La Chartreuse de Pomier 1909, p. 77.
48. 1 2  La Chartreuse de Pomier 1909, p. 78.
49. 1 2  La Chartreuse de Pomier 1909, p. 70.
50. 1 2  La Chartreuse de Pomier 1909, p. 80.
51. ↑  La Chartreuse de Pomier 1909, p. 81.
52. ↑  La Chartreuse de Pomier 1909, p. 81-82.
53. 1 2 3 4 5 6 7  Sur le versant du Salève 1980, p. 36 (Lire en ligne).
54. ↑  La Chartreuse de Pomier 1909, p. 83.
55. ↑  La Chartreuse de Pomier 1909, p. 88.
56. 1 2 3  La Chartreuse de Pomier 1909, p. 89.
57. ↑  La Chartreuse de Pomier 1909, p. 101.
58. ↑  La Chartreuse de Pomier 1909, p. 103.
59. 1 2 3  Abbé Jean Falconnet, La chartreuse du Reposoir au diocèse d'Annecy, Montreuil-sur-Mer, Impr. de Notre-Dame des Prés, 1895, 682 p. (lire en ligne), p. 585.
60. 1 2 3 4 5 6 7 8 9 10 11  Sur le versant du Salève 1980, p. 37 (Lire en ligne).
61. ↑  La Chartreuse de Pomier 1909, p. 104.
62. ↑  La Chartreuse de Pomier 1909, p. 105.
63. ↑  La Chartreuse de Pomier 1909, p. 105-106.
64. 1 2  La Chartreuse de Pomier 1909, p. 108.
65. ↑  Abbé Jean Falconnet, La chartreuse du Reposoir au diocèse d'Annecy, Montreuil-sur-Mer, Impr. de Notre-Dame des Prés, 1895, 682 p. (lire en ligne), p. 589.
66. ↑  La Chartreuse de Pomier 1909, p. 109.
67. ↑  La Chartreuse de Pomier 1909, p. 110.
68. ↑  La Chartreuse de Pomier 1909, p. 111.
69. ↑  La Chartreuse de Pomier 1909, p. 115.
70. ↑  La Chartreuse de Pomier 1909, p. 116.
71. 1 2 3 4 5  Abbé Laurent Morand, Les Bauges : histoire et documents : Seigneurs ecclésiastiques (IIe volume), Chambéry, Imprimerie savoisienne, 1890, 618 p. (lire en ligne), p. 231-252.
72. ↑  Abbé Jean Falconnet, La chartreuse du Reposoir au diocèse d'Annecy, Montreuil-sur-Mer, Impr. de Notre-Dame des Prés, 1895, 682 p. (lire en ligne), p. 603.
73. ↑  Abel Jacquet, Sur le versant du Salève : la chartreuse de Pomier, 1980 sur Gallica.
74. ↑  Abbé Jean Falconnet, La chartreuse du Reposoir au diocèse d'Annecy, Montreuil-sur-Mer, Impr. de Notre-Dame des Prés, 1895, 682 p. (lire en ligne), p. 623.
75. ↑  La Chartreuse de Pomier 1909, p. 328-329.
76. 1 2 3 4 5 6 7 8  Sur le versant du Salève 1980, p. 39 (Lire en ligne).
77. ↑  Jean Humbert, Nouveau glossaire genevois, Jullien, 1852, 268 p. (lire en ligne), p. 241, « Granger, Grangerie ».
78. ↑  Sur le versant du Salève 1980, p. 40 (Lire en ligne).

### Biographie

#### Ouvrages généraux
- Paul Guichonnet, Nouvelle encyclopédie de la Haute-Savoie : Hier et aujourd'hui, Montmélian, La Fontaine de Siloé, 2007, 399 p. (ISBN 978-2-84206-374-0, lire en ligne), p. 161, Article de P.G. « La chartreuse de Pomier ».
- Henri Baud, Jean-Yves Mariotte, Jean-Bernard Challamel, Alain Guerrier, Histoire des communes savoyardes. Le Genevois et Lac d'Annecy (Tome III), Roanne, Éditions Horvath, 1981, 422 p. (ISBN 2-7171-0200-0), p. 513-515, « Présilly ».
- Pierre Duparc, Le comté de Genève, (IXe – XVe siècles), t. XXXIX, Genève, Société d’histoire et d’archéologie de Genève, coll. « Mémoires et documents », 1955 (réimpr. 1978), 621 p..

#### Ouvrages spécialisés
- Jean-Pierre Aniel, Les maisons de chartreux : des origines à la chartreuse de Pavie, vol. 16, Librairie Droz, coll. « Bibliothèque de la Société française d'archéologie, Société française d'archéologie », 1983, 167 p. (ISBN 978-2-600-04617-6, lire en ligne), p. 100-101, « 17. Pomier ».
- Abel Jacquet, Sur le versant du Salève : la chartreuse de Pomier. D'après le manuscrit d'André Folliet, Annecy, Académie salésienne, 1980, 210 p. (lire en ligne)
- Chanoine Marie Rannaud (ancien archiprêtre de Saint-Julien), « La Chartreuse de Pomier : diocèse d'Annecy (Haute-Savoie) 1170-1793 », Mémoires & documents publiés par l'Académie salésienne, Annecy, Imprimerie J. Abry, t. 32,‎ 1909, p. II-XIV, 1-344 (lire en ligne)

#### Archives
- AD Haute-Savoie, J 705, livre des admodiations de la chartreuse de Pomier, 1639-1694